# Storbritanniens Grand Prix 2022
Storbritanniens Grand Prix 2022 (officielt navn: Formula 1 Lenovo British Grand Prix 2022) var et Formel 1-løb, som blev kørt den 3. juli 2022 på Silverstone Circuit i Silverstone, England. Det var det tiende løb i Formel 1-sæsonen 2022, og 76. gang at Storbritanniens Grand Prix blev arrangeret.

## Kvalifikation
| Pos.               | Nr. | Kører             | Konstruktør           | Del 1    | Del 2    | Del 3    | Grid |
| ------------------ | --- | ----------------- | --------------------- | -------- | -------- | -------- | ---- |
| 1                  | 55  | Carlos Sainz, Jr. | Ferrari               | 1.40,190 | 1.41,602 | 1.40,983 | 1    |
| 2                  | 1   | Max Verstappen    | Red Bull Racing-RBPT  | 1.39,129 | 1.40,655 | 1.41,055 | 2    |
| 3                  | 16  | Charles Leclerc   | Ferrari               | 1.39,846 | 1.41,247 | 1.41,298 | 3    |
| 4                  | 11  | Sergio Pérez      | Red Bull Racing-RBPT  | 1.40,521 | 1.42,513 | 1.41,616 | 4    |
| 5                  | 44  | Lewis Hamilton    | Mercedes              | 1.40,428 | 1.41,062 | 1.41,995 | 5    |
| 6                  | 4   | Lando Norris      | McLaren-Mercedes      | 1.41,515 | 1.41,821 | 1.42,084 | 6    |
| 7                  | 14  | Fernando Alonso   | Alpine-Renault        | 1.41,598 | 1.42,209 | 1.42,116 | 7    |
| 8                  | 63  | George Russell    | Mercedes              | 1.40,028 | 1.41,725 | 1.42,161 | 8    |
| 9                  | 24  | Zhou Guanyu       | Alfa Romeo-Ferrari    | 1.40,791 | 1.42,640 | 1.42,719 | 9    |
| 10                 | 6   | Nicholas Latifi   | Williams-Mercedes     | 1.41,998 | 1.43,273 | 2.03,095 | 10   |
| 11                 | 10  | Pierre Gasly      | AlphaTauri-RBPT       | 1.41,680 | 1.43,702 | N/A      | 11   |
| 12                 | 77  | Valtteri Bottas   | Alfa Romeo-Ferrari    | 1.41,396 | 1.44,232 | N/A      | 12   |
| 13                 | 22  | Yuki Tsunoda      | AlphaTauri-RBPT       | 1.41,893 | 1.44,311 | N/A      | 13   |
| 14                 | 3   | Daniel Ricciardo  | McLaren-Mercedes      | 1.41,933 | 1.44,355 | N/A      | 14   |
| 15                 | 31  | Esteban Ocon      | Alpine-Renault        | 1.41,730 | 1.45,190 | N/A      | 15   |
| 16                 | 23  | Alexander Albon   | Williams-Mercedes     | 1.42,078 | N/A      | N/A      | 16   |
| 17                 | 20  | Kevin Magnussen   | Haas-Ferrari          | 1.42,159 | N/A      | N/A      | 17   |
| 18                 | 5   | Sebastian Vettel  | Aston Martin-Mercedes | 1.42,666 | N/A      | N/A      | 18   |
| 19                 | 47  | Mick Schumacher   | Haas-Ferrari          | 1.42,708 | N/A      | N/A      | 19   |
| 20                 | 18  | Lance Stroll      | Aston Martin-Mercedes | 1.43,430 | N/A      | N/A      | 20   |
| 107%-tid: 1:46.068 |     |                   |                       |          |          |          |      |
| Kilde:             |     |                   |                       |          |          |          |      |

## Resultat
| Pos.                                                               | Nr. | Kører             | Konstruktør           | Omgange | Tid/Udgået     | Startpos. | Point |
| ------------------------------------------------------------------ | --- | ----------------- | --------------------- | ------- | -------------- | --------- | ----- |
| 1                                                                  | 55  | Carlos Sainz, Jr. | Ferrari               | 52      | 1:21.20,440    | 1         | 25    |
| 2                                                                  | 11  | Sergio Pérez      | Red Bull Racing-RBPT  | 52      | +3,779         | 4         | 18    |
| 3                                                                  | 44  | Lewis Hamilton    | Mercedes              | 52      | +6,225         | 5         | 161   |
| 4                                                                  | 16  | Charles Leclerc   | Ferrari               | 52      | +8,546         | 3         | 12    |
| 5                                                                  | 14  | Fernando Alonso   | Alpine-Renault        | 52      | +9,571         | 7         | 10    |
| 6                                                                  | 4   | Lando Norris      | McLaren-Mercedes      | 52      | +11,943        | 6         | 8     |
| 7                                                                  | 1   | Max Verstappen    | Red Bull Racing-RBPT  | 52      | +18,777        | 2         | 6     |
| 8                                                                  | 47  | Mick Schumacher   | Haas-Ferrari          | 52      | +18,995        | 19        | 4     |
| 9                                                                  | 5   | Sebastian Vettel  | Aston Martin-Mercedes | 52      | +22,356        | 18        | 2     |
| 10                                                                 | 20  | Kevin Magnussen   | Haas-Ferrari          | 52      | +24,590        | 17        | 1     |
| 11                                                                 | 18  | Lance Stroll      | Aston Martin-Mercedes | 52      | +26,147        | 20        |       |
| 12                                                                 | 6   | Nicholas Latifi   | Williams-Mercedes     | 52      | +32,511        | 10        |       |
| 13                                                                 | 3   | Daniel Ricciardo  | McLaren-Mercedes      | 52      | +32,817        | 14        |       |
| 14                                                                 | 22  | Yuki Tsunoda      | AlphaTauri-RBPT       | 52      | +40,910        | 13        |       |
| Ret                                                                | 31  | Esteban Ocon      | Alpine-Renault        | 37      | Brændstofpumpe | 15        |       |
| Ret                                                                | 10  | Pierre Gasly      | AlphaTauri-RBPT       | 26      | Sammenstød     | 11        |       |
| Ret                                                                | 77  | Valtteri Bottas   | Alfa Romeo-Ferrari    | 20      | Gearkasse      | 12        |       |
| Ret                                                                | 63  | George Russell    | Mercedes              | 0       | Sammenstød     | 8         |       |
| Ret                                                                | 24  | Zhou Guanyu       | Alfa Romeo-Ferrari    | 0       | Sammenstød     | 9         |       |
| Ret                                                                | 23  | Alexander Albon   | Williams-Mercedes     | 0       | Sammenstød     | 16        |       |
| Hurtigste omgang: Lewis Hamilton (Mercedes) - 1.30,510 (omgang 52) |     |                   |                       |         |                |           |       |
| Kilde:                                                             |     |                   |                       |         |                |           |       |

Noter:
↑1 - Inkluderer point for hurtigste omgang.

## Stilling i mesterskaberne efter løbet
| Pos. | Kører            | Point |
| ---- | ---------------- | ----- |
| 1    | Max Verstappen   | 181   |
| 2    | Sergio Pérez     | 147   |
| 3    | Charles Leclerc  | 138   |
| 4    | Carlos Sainz Jr. | 127   |
| 5    | George Russell   | 111   |

| Pos. | Konstruktør      | Point |
| ---- | ---------------- | ----- |
| 1    | Red Bull-RBPT    | 328   |
| 2    | Ferrari          | 265   |
| 3    | Mercedes         | 204   |
| 4    | McLaren-Mercedes | 73    |
| 5    | Alpine-Renault   | 67    |